# Нимдэ
Нимдэ — река в Эвенкийском районе Красноярского края России, правый приток Нижней Тунгуски. Длина реки — 148 км. Площадь водосборного бассейна — 4310 км².
Река стекает с южного клона горы Пик на Тунгусском плато, к востоку от озера Онёко, на высоте более 460 м над уровнем моря. Течёт преимущественно на юго-запад по горной и холмистой тайге с преобладанием лиственницы и берёзы. Огибает с востока малые хребты Илтыко и Лочоко, ниже по течению протекает к западу от гор Бугаричиурэен. Впадает в Нижнюю Тунгуску по правому берегу на отметке менее 44 м над уровнем моря, выше впадения Ерачимо, в 250 км от устья Нижней Тунгуски. Ширина перед устьем составляет 43-98 м при глубине 0,5-0,8 м, скорость течения до впадения реки Кото — 0,8 м/с. 

## Основные притоки
Указаны поименованные притоки длиной 30 км и более
| Название | Расстояние от устья | Длина | Положение |
| -------- | ------------------- | ----- | --------- |
| Муисма   | 27                  | 101   | левый     |
| Тептей   | 30                  | 48    | левый     |
| Томулон  | 36                  | 31    | правый    |
| Кото     | 49                  | 56    | левый     |

## Данные водного реестра
По данным государственного водного реестра России и геоинформационной системы водохозяйственного районирования территории РФ, подготовленной Федеральным агентством водных ресурсов:
- Бассейновый округ — Енисейский
- Речной бассейн — Енисей
- Речной подбассейн — Нижняя Тунгуска
- Водохозяйственный участок — Нижняя Тунгуска от водомерного поста посёлка Учами до устья
- Код водного объекта — 17010700412116100093677